# Platoon Sailing Team
Platoon es un equipo de vela de Alemania que compitió en el Circuito Audi MedCup y que actualmente compite en las 52 Super Series, donde ha sido subcampeón en 2017, 2018 y 2019. En el Campeonato del Mundo de la clase Transpac 52 (TP52) ha sido tercero en 2008, subcampeón en 2015 y campeón en 2017 y 2019.
El equipo participó en las ediciones de 2006, 2007 y 2008 del Circuito Audi MedCup con una tripulación repleta de regatistas que habían formado el United Internet Team Germany de la Copa América de 2007.
Su armador, Harm Müller-Spreer, ganó en tres ocasiones la Dragon Gold Cup (1995, 2000 y 2001) y fue subcampeón del mundo de la clase Dragon en 2005 y campeón de Europa en 2004.

## Integrantes del equipo
Además del equipo de diseño y del equipo de tierra, los tripulates del barco son los siguientes:
| Puesto           | Nombre             |
| ---------------- | ------------------ |
| Caña             | Harm Müller-Spreer |
| Táctico          | John Kostecki      |
| Estratega        | Jordi Calafat      |
| Navegante        | Jules Salter       |
| Proa             | Pedro Mas          |
| Trimmer de mayor | Dirk de Ridder     |
| Trimmer          | Javi Plaza         |
| Trimmer de foque | Ross Halcrow       |
| Media proa       | Michi Mueller      |
| Piano            | Pepe Ribes         |
| Grinder          | Gerd Habermüller   |
| Grinder          | Phil Clapp         |
| Runner           | Víctor Mariño      |